# Mirosław Lisek
Mirosław Piotr Lisek pseud. "Lampart" (ur. 26 listopada 1929 w Warszawie, zm. 3 listopada 2014) – polski działacz kombatancki, uczestnik powstania warszawskiego, major WP w stanie spoczynku. 

## Życiorys
Urodził się w Warszawie jako syn Jana i Józefy z domu Kuligowskiej. W czasie okupacji niemieckiej podczas II wojny światowej działał w polskiej konspiracji niepodległościowej w ramach Szarych Szeregów. Podczas powstania warszawskiego był łącznikiem-listonoszem Harcerskiej Poczty Polowej na terenie Śródmieścia Południowego. 
Po transformacji systemowej był aktywnym działaczem kombatanckim w tym wieloletnim członkiem Prezydium Zarządu Głównego Związku Powstańców Warszawskich. W 2014 otrzymał Nagrodę Miasta St. Warszawy.
Zmarł 3 listopada 2014. Został pochowany na starym cmentarzu na Służewie przy ul. Fosa w Warszawie.

## Wybrane odznaczenia
- Krzyż Komandorski Orderu Odrodzenia Polski (2004)[5],
- Krzyż Oficerski Orderu Odrodzenia Polski (1999)[6],
- Krzyż Kawalerski Orderu Odrodzenia Polski[4][3],
- Krzyż Armii Krajowej[2][4][3],
- Warszawski Krzyż Powstańczy[2][4][3],
- Medal za Warszawę 1939–1945[3],
- Medal „Pro Patria”[3],
- Krzyż „Za Zasługi dla ZHP” z Rozetą i Mieczami[4]